# آدی گرانوو
آدی گرانوو (انگلیسی: Adi Granov) یک هنرمند آمریکایی-بوسنیایی است.
وی بیشتر به خاطر همکاریش با مارول کمیکس بخصوص مرد آهنی شناخته می‌شود.
گرانوو تصویر کلی فیلم سینمایی مرد آهنی (سال ۲۰۰۸) را برای کارگردان جان فاورو تهیه کرد. او همچنین تصویر کلی فیلم‌های انتقام‌جویان (سال ۲۰۱۲)، مرد-عنکبوتی شگفت‌انگیز ۲ (سال ۲۰۱۴)، بسته‌بندی دی‌وی‌دی‌ها و اسباب‌بازی‌های آن‌ها را نیز انجام داده است.